# 에밀 배닝

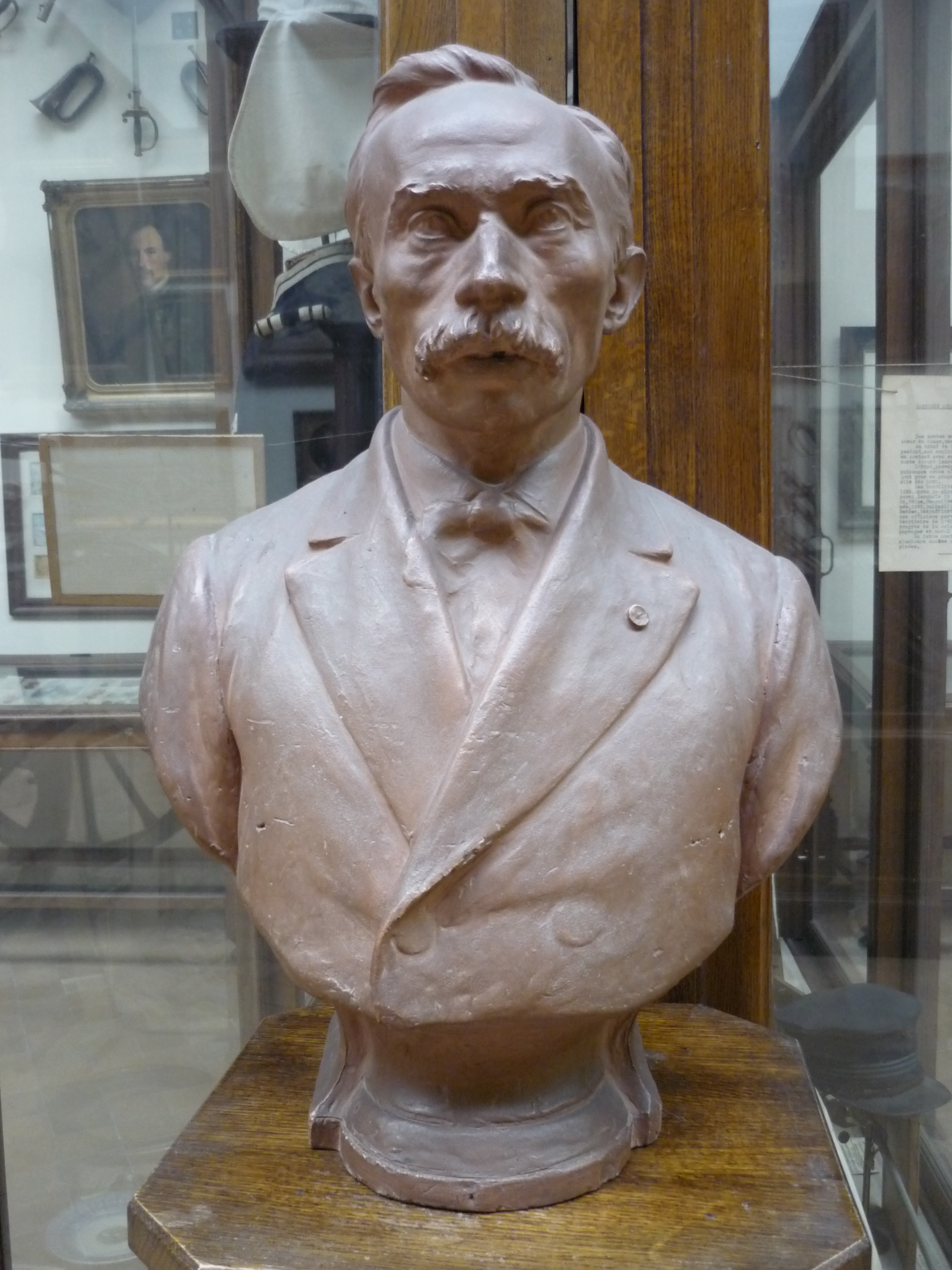
에밀 배닝

에밀 테오도르 조제프 위베르 방냉(프랑스어: Émile Theodore Joseph Hubert Banning)은 벨기에의 철학, 문학 박사 그리고 공무원으로써 19세기 벨기에 정치계에서 중요한 역할을 맡았다.
리에주에서 태어난 그는 l'Écho du Parlement에서 저널리스트로 커리어를 시작했다. 그는 벨기에 왕립 도서관에서 기록담당자로써 지낸다음 벨기에 외교부 장관이 되었고 역사적 혹은 지리적 문제에 관해 예언자와 같은 존재가 되었다.
다른 일반적인 사학자와 다르게 그는 벨기에의 국내외의 문제에 대해 과감한 결정을 내렸다. 그의 세계에 대한 지식은 나중에 그의 조언을 점점 멀리하기는 했지만 벨기에 왕 레오폴 2세에게 큰 도움이 되었다.
또한 그는 뛰어난 협상가로서 베를린 회의에서 뛰어난 결과를 얻어냈고 레오폴 2세가 콩고를 얻는데 큰 공을 세웠다.

## 같이 보기
- 베를린 회의
- 브뤼셀 지리학 회담

## 참고 문헌
- Carlier, J., Les idées d'Emile Banning sur la neutralité et la défense du pays, in : Revue de Belgique, febr. 1901, p. 105-118.
- Cousin, P., Un grand commis d'Etat : Emile Banning, in : Res Publica, 1959, nr. 2, p. 157-161.
- Leclère, L., Deux livres d'Emile Banning, in : Le Flambeau, 1927, nr. 12, p. 361-371.
- Fondation du Congo, Memoires de Emile Banning, 1927